# 테오티우아칸
테오티우아칸(teotihuacan)(Teotihuacán [teotiwa'kan])은 멕시코의 거대 유적으로 신대륙 발견 이전의 아메리카 대륙에 세워진 가장 거대한 피라미드 건축물들이 위치해있는 곳이다. 그러면서도 누가 지었는지, 언제 지었는지 확실하게 알려진것 하나 없는 수수께끼 유적이다. 테오티우아칸이라는 이름은 또한 멕시코 중부에서 가장 광대한 넓이를 가진 이 도시가 문명 또는 문화의 중심지로서 언급되기도 한다. 이 고고학 유적은 피라미드 건출물 외에도 ‘죽은 자의 거리’로 불리는 대규모 주거단지와 다채롭고 잘 보존된 상태의 벽화들로도 유명하다.
테오티우아칸은 신대륙 발견 이전의 미주대륙에 위치했던 도시들중 가장 큰 도시이며 서기 원년~500년 사이에 정점을 맞았다. 절정기 동안의 이 도시 인구는 10만에 육박하였는데 이는 같은 시기의 전 세계 모든 도시를 통틀어 가장 많은 인구 수이다. 이 유적지에 거주한 문명 또는 문화집단은 테오티우아칸 문명(teotiwakan) 또는 테오티와카노(teotiwakano)라고 불린다.
테오티우아칸이 제국의 수도였는지는 논란의 여지가 있지만 메소아메리카 전역에 걸쳐 영향을 미쳤음을 여러 문헌을 통해 확인할 수 있다. 테오티와카노 문명이 존재했음을 증명하는 많은 증거들이 베라크루스와 마야 지역의 많은 유적지에서 발견되었다. 테오티우아칸에 거주했던 주민들이 어느 부족이었는지에 대해서도 논쟁이 이루어지고 있는데, 현재까지의 연구결과로는 나와족, 오토미족, 토토낙족이 가장 유력한 후보들로 꼽히고 있다. 몇몇 학자들은 테오티우아칸의 거주민들이 다양한 민족으로 구성되어 있을 수도 있다는 의견을 피력하기도 한다.
테오티우아칸 유적은 멕시코의 멕시코주 테오티우아칸시에 위치해 있으며 멕시코시티로부터 북동쪽으로 대략 40km 지점에 위치해 있다. 유적지의 총 면적은 83 km2에 달하며 1987년 유네스코 세계 문화유산으로 지정되었고, 멕시코에서 가장 많은 관광객들이 다녀가는 유적에 속한다.

## 이름의 유래
테오티우아칸이라는 이름은 이 도시가 쇠퇴한 이후 나와틀어를 사용했던 아스텍 시기에 붙여졌다. 이 이름은 ‘신의 탄생지’로 번역되어 왔는데 이는 나와족이 테오티우아칸에서 기원했다는 신화에 반영되어있는 것이다. 이 이름에 대한 또다른 번역은 텔마 설리반 (Thelma Sullivan)이 제시하고 있는데, 그는 이 이름을 ‘신의 길을 가진 자들이 사는 곳’이라고 번역하였다. 이 이름은 나와틀어로 ‘테오티-와칸’으로 발음하며 강세가 ‘와’음절에 있는데, 나와틀어의 철자법상 강세가 이 음절에 표기되지는 않는다.
이 도시의 원래 이름은 알려지지 않았지만 상형문자로 쓰여진 마야 문헌에서 ‘puh’또는 ‘갈대가 자라는 곳’이라는 명칭으로 등장한다. 이 사실은 ‘톨란’이라고도 불렸던 후-고전시대의 중앙 멕시코 도시들,이를테면 툴라-이달고나 촐룰라처럼 고전시대 마야인들이 테오티우아칸을 ‘갈대가 자라는 곳’으로 여겼다는 것을 뜻한다.

## 갤러리

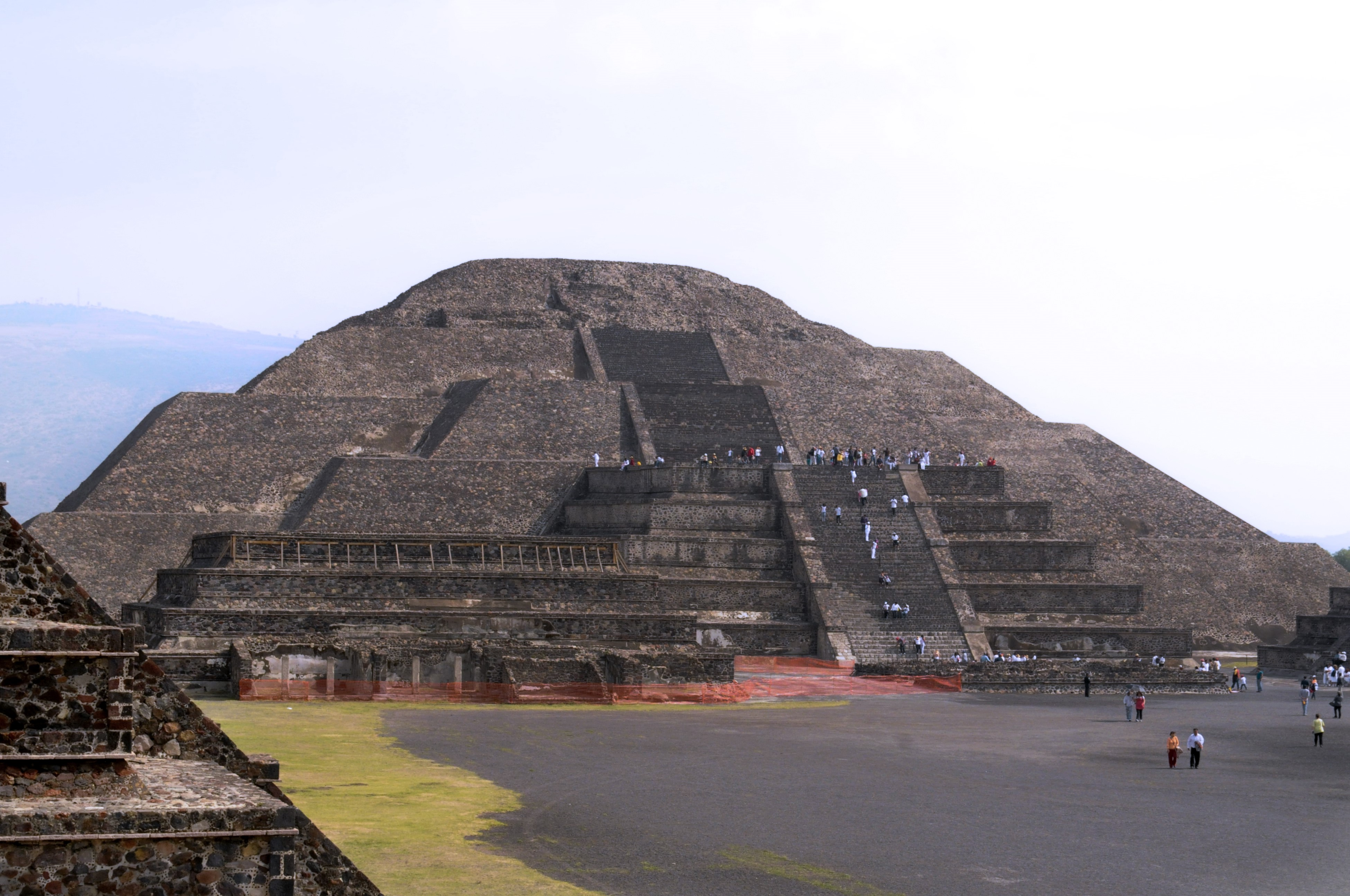
달의 피라미드
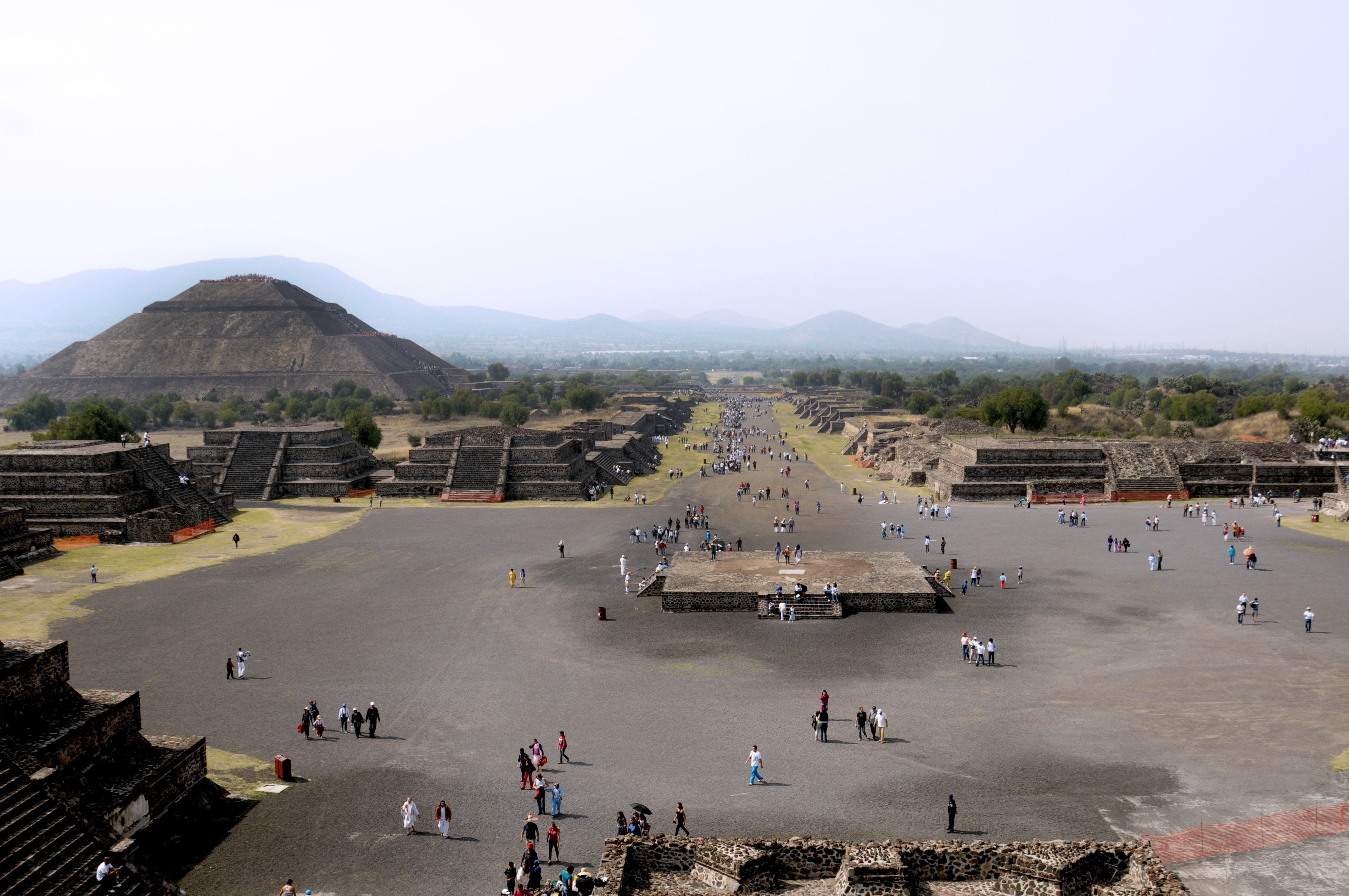
테오티우아칸 전경과 좌측의 달의 피라미드
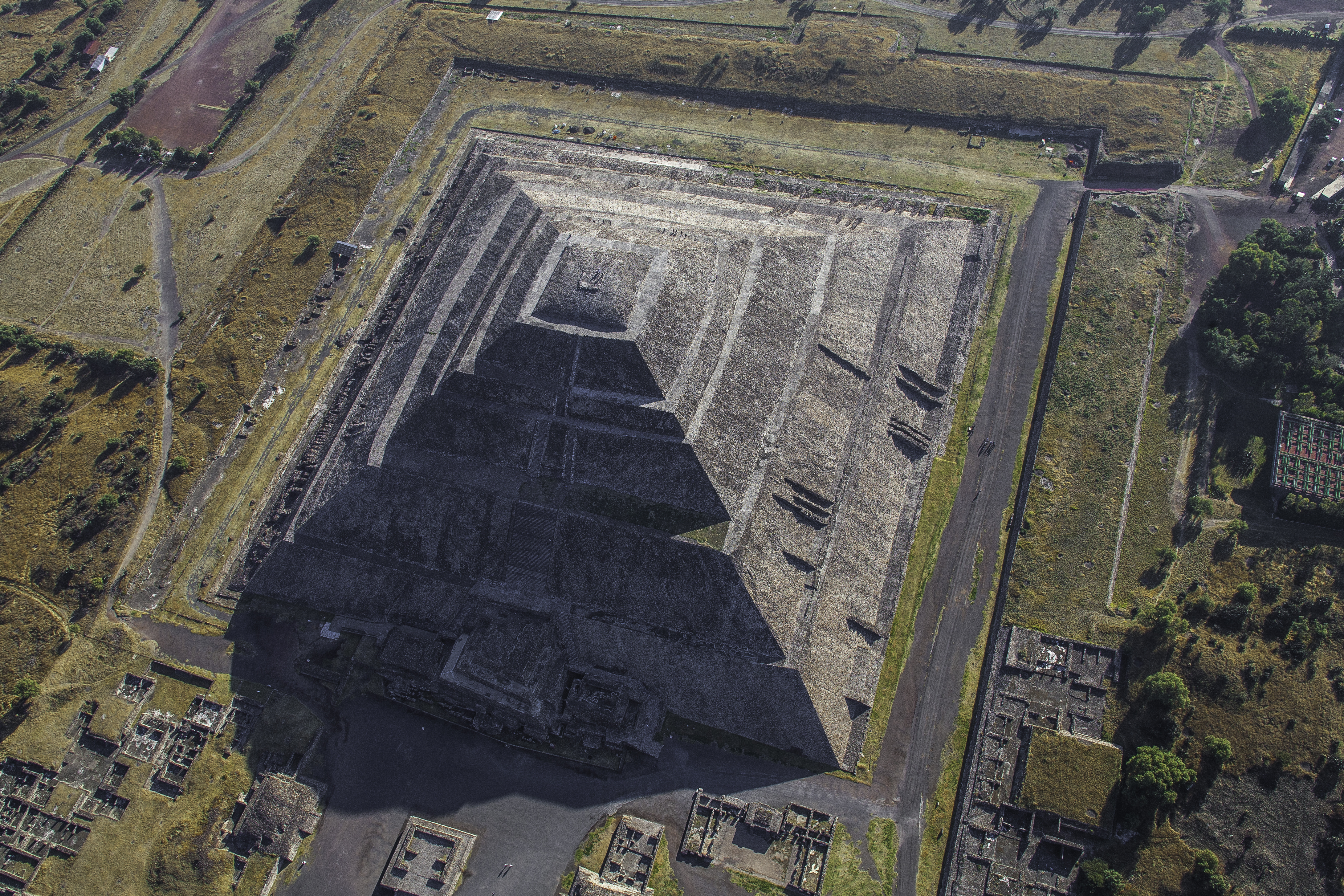
하늘에서 내려다본 달의 피라미드
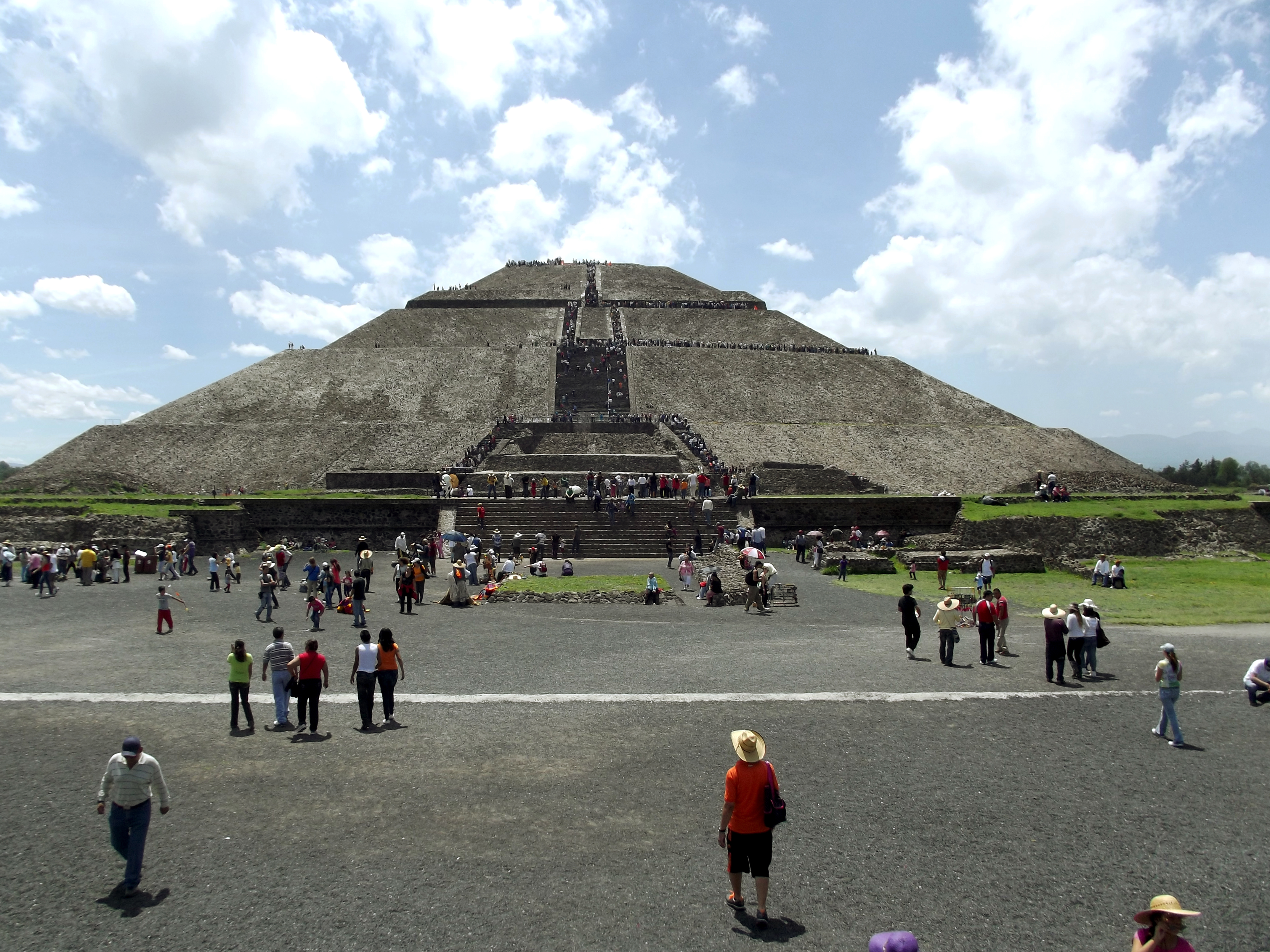
태양의 피라미드
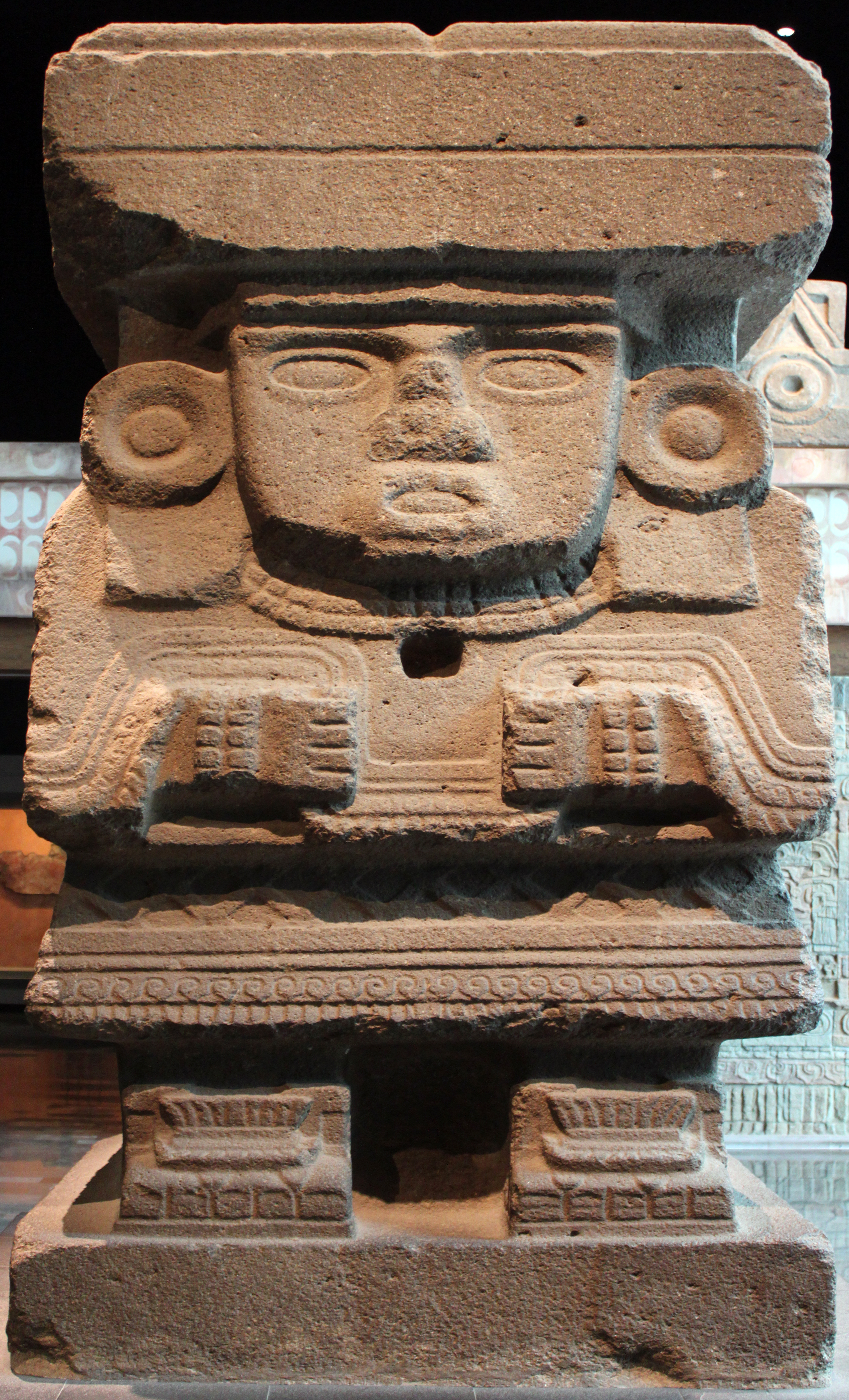
석상
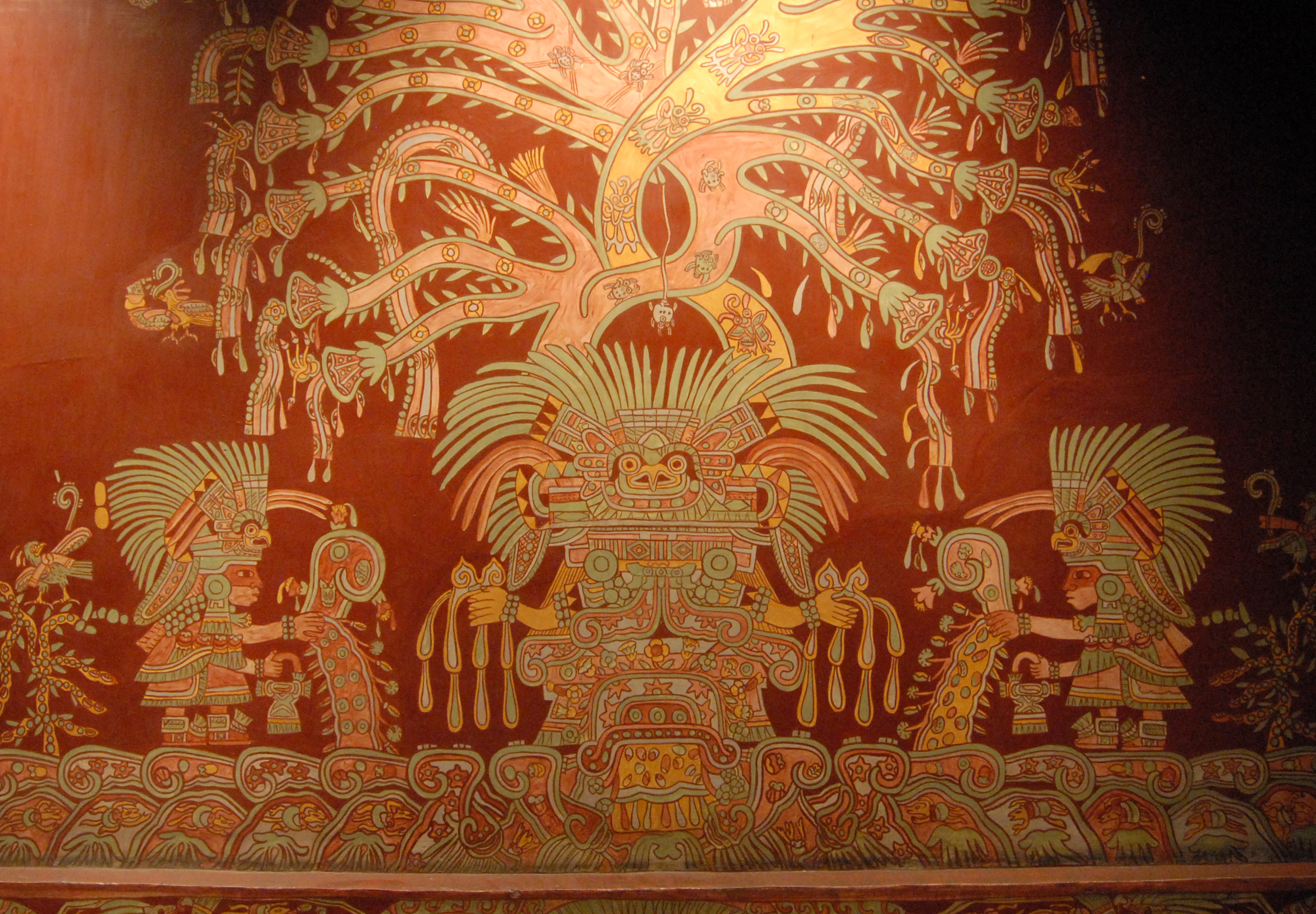
벽화
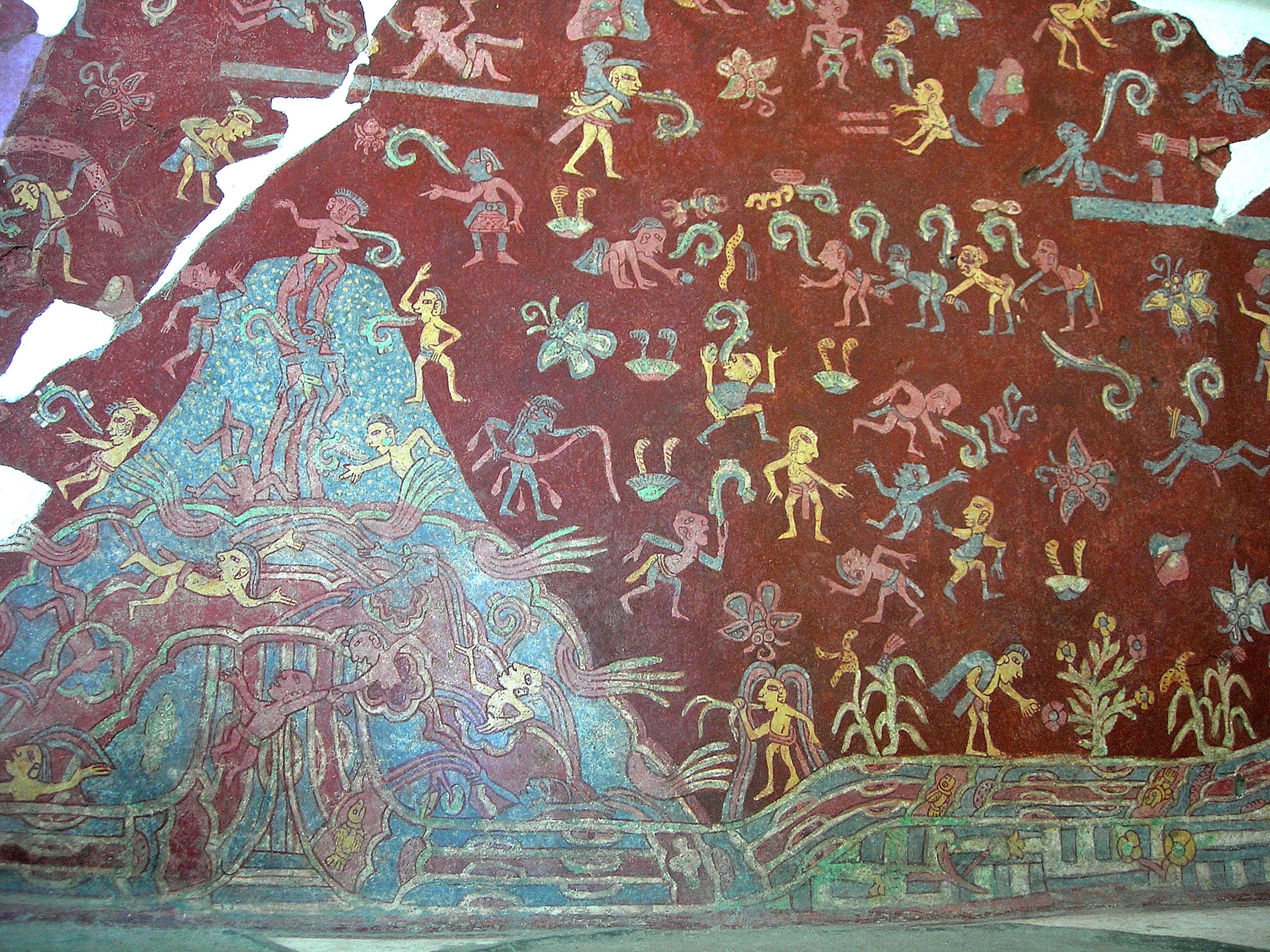
벽화
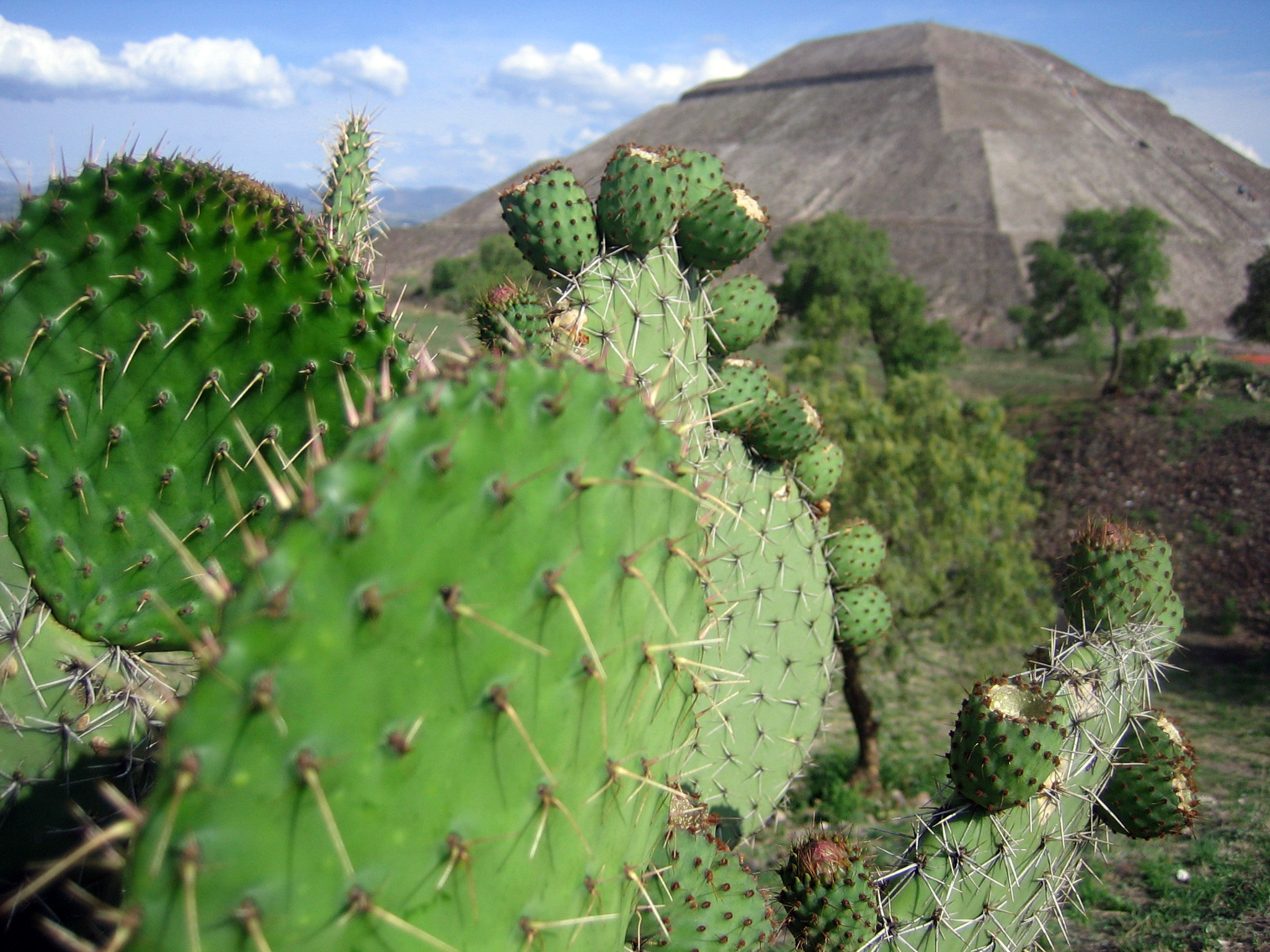
선인장과 태양의 피라미드

## 같이 보기
- 아스테카 문명
- 마야 문명
- 잉카 문명
- 이집트의 피라미드
- 몽크스 마운드(영어판)
- 아메리카 이주설